# マーガレット・ニュートン (第2代コニングスビー女伯爵)
第2代コニングスビー女伯爵マーガレット・ニュートン（英語: Margaret Newton, 2nd Countess of Coningsby、旧姓コニングスビー（Coningsby）、1709年頃 – 1761年6月12日）は、グレートブリテン王国の貴族。

## 生涯
初代コニングスビー伯爵トマス・コニングスビーと2人目の妻フランシス・ジョーンズ（Frances Jones、1674年 – 1715年2月19日、初代ラネラー伯爵リチャード・ジョーンズの娘）の娘として、1709年頃に生まれた。
1717年1月26日、ヘレフォード州におけるハンプトン・コート女男爵、ハンプトン・コートのコニングスビー女子爵に叙された。1729年5月1日に父が死去すると、コニングスビー伯爵の爵位を継承した。
1730年4月14日、第4代準男爵サー・マイケル・ニュートン（1743年4月6日没）と結婚、1男をもうけた。
- ジョン（1732年10月16日 – 1733年1月4日 ロンドン） - 1733年1月8日に埋葬

1761年6月12日にヒル・ストリートで死去、24日に埋葬された。息子が夭折したため、爵位はすべて断絶した。